# Вовчківська сільська рада (Переяслав-Хмельницький район)
| Вовчківська сільська рада — колишній орган місцевого самоврядування у Переяслав-Хмельницькому районі Київської області з адміністративним центром у с. Вовчків. Історична дата утворення: 29 вересня 1992 року . Водоймища на території, підпорядкованій даній раді: річка Трубіж. Сільській раді були підпорядковані населені пункти: - с. Вовчків |

## Склад ради
Рада складалася з 14 депутатів та голови.

### Керівний склад ради
| ПІБ                      | Основні відомості                                                               | Дата обрання | Дата звільнення |
| ------------------------ | ------------------------------------------------------------------------------- | ------------ | --------------- |
| Постолюк Тетяна Петрівна | Сільський голова, 1968 року народження, освіта, член народної партії            | 26.03.2006   | 31.10.2010      |
| Постолюк Тетяна Петрівна | Сільський голова, 1968 року народження, освіта середня спеціальна, позапартійна | 31.10.2010   |                 |

Примітка: таблиця складена за даними джерела